# Barbara Ostrowska
Barbara Ostrowska z domu Grabińska (ur. 1950 w Brwinowie) – polska pedagog i publicystka.
Absolwentka Państwowej Wyższej Szkoły Muzycznej w Łodzi. W 1986 roku ukończyła studia doktoranckie w Akademii Muzycznej im. Fryderyka Chopina w Warszawie. W 1995 roku w Instytucie Jaques’a-Dalcroze’a w Genewie zdała egzamin Diplome Superieur. W 1996 roku otrzymała tytuł profesora zwyczajnego sztuk muzycznych.
Od 1974 roku związana z Akademią Muzyczną w Łodzi. Wykłada także w PWSFTviT i Akademii Muzycznej w Krakowie.
Matka rapera i producenta muzycznego Adama „O.S.T.R.-a” Ostrowskiego.

## Nagrody i wyróżnienia
- Zasłużony Działacz Kultury, 1996[1]
- Srebrny Krzyż Zasługi, 1999[1] (za zasługi w pracy dydaktycznej, za osiągnięcia w działalności na rzecz rozwoju kultury muzycznej)[3]
- Medal Komisji Edukacji Narodowej, 2001[1]
- Złoty Krzyż Zasługi, 2005[1]